# Прокопенко, Андрей Леонидович
Андрей Леонидович Прокопенко (укр. Андрій Леонідович Прокопенко; род. 10 января 1982, Киев) — украинский общественный деятель, предприниматель.
Председатель Черниговской областной государственной администрации с 31 октября 2019 по 13 октября 2020 года.

## Биография
В 2003 году окончил философский факультет Киевского национального университета имени Тараса Шевченко. Кандидат философских наук (2007).
Прокопенко был заместителем директора общественной организации «Молодежная альтернатива», работал исполнительным директором ОО «Институт процессов социального развития».
С 2007 года он занимался предпринимательской деятельностью. С 2009 по 2012 год — партнер, руководитель практики в Украине консалтинговой компании GR Research & Consulting Center. С 2012 по 2013 год — советник вице-президента нефтяной компании «ТНК-ВР» (глава департамента коммуникаций и корпоративных СМИ).
С 2015 года — управляющий партнер компании «Прокопенко и партнеры».

## Политическая деятельность
С 2015 по 2017 год — депутат Черниговского облсовета 7-го созыва от партии «Наш край». Председатель постоянной комиссии по вопросам жилищно-коммунального хозяйства, транспорта и инфраструктуры.
Во время выборов в Верховную Раду в 2019 году — руководитель Одесского областного штаба партии «Слуга народа».
20 октября 2019 года Кабинет Министров поддержал назначение Прокопенко на должность председателя Черниговской ОГА.

## Личная жизнь
Женат, имеет двоих детей.